# Pričevac
Pričevac (en serbe cyrillique : Причевац) est un village de Serbie situé dans la municipalité de Knjaževac, district de Zaječar. Au recensement de 2011, il comptait 25 habitants.

## Démographie
| 1948 | 1953 | 1961 | 1971 | 1981 | 1991 | 2002 | 2011 |
| ---- | ---- | ---- | ---- | ---- | ---- | ---- | ---- |
| 418  | 426  | 374  | 282  | 163  | 96   | 54   | 25   |

|  |